# شهرستان قانلی‌کول
ناحیهٔ قانلی‌کول (به ازبکی: Qonlikoʻl tumani، قانلی‌کۉل تومنی)(به قره‌قالپاقی: Qanlıkól rayonı، قانلىُ‌كول رایونىُ) یک شهرستان در ازبکستان است که در قره‌قالپاقستان واقع شده‌است. ناحیه قانلی‌کول ۵۳٬۸۰۰ نفر جمعیت دارد.